# Microgenia edwini
Microgenia edwini é uma espécie de gastrópode do gênero Microgenia, pertencente a família Raphitomidae.